# 큰 수의 이름
큰 수에 수사(數詞)로 된 이름을 붙이는 방법은 다양하며, 나라·지역·언어마다 차이가 있다. 이들 중 어떤 것들은 오늘날까지 쓰이고 있으며, 어떤 것들은 오늘날에는 잘 사용되지 않지만 일부는 사전 등 문헌에 관념적으로 존재한다.

## 한자 문화권
대한민국·조선민주주의인민공화국·중화인민공화국·중화민국·일본·싱가포르를 비롯한 한자 문화권에서는 일(一)·십(十)·백(百)·천(千)·만(萬)·억(億)·조(兆)·경(京)·해(垓)·자(秭)·양(穰)·구(溝)·간(澗)·정(正)·재(載)·극(極)·항하사(恒河沙)·아승기(阿僧祇)·나유타(那由他)·불가사의(不可思議)·무량대수(無量大數) 등의 수사가 사용된다. 일·십·백·천·만이 나타내는 수는 각각 1·10·100·1000·10000으로 같으나, 그 뒤의 각 수사를 수에 대응시키는 방법은 다양하며, 다음과 같다.
- 이십체진(以十遞進) 또는 십진법(十進法) 또는 하수(下數): 수사가 나타내는 수의 값과 이름이 열 배씩 변화한다. 예를 들어 십만은 105으로 억, 십억은 106으로 조, 십조는 107으로 경이다. 다만 만만은 108이다.
- 이만체진(以萬遞進) 또는 만진법(萬進法) 또는 중수(中數): 만 다음부터 수사가 나타내는 수의 값과 이름이 만 배씩 변화한다. 예를 들어, 만만은 108으로 억, 만억은 1012으로 조, 만조는 1016으로 경이다. 오늘날 한국어에서 사용되는 명수법이다.
- 이억체진(以億遞進) 또는 억진법(億進法) 또는 중수(中數): 억 다음부터 수사가 나타내는 수의 값과 이름이 억 배씩 변화한다. 예를 들어, 만만은 108으로 억, 억억은 1016으로 조, 억조는 1024으로 경이다.
- 상수(上數): 만 다음부터 수사가 나타내는 수가 제곱씩 변화한다. 예를 들어, 만만은 108으로 억, 억억은 1016으로 조, 조조는 1032으로 경이다.

고대 중국 산학서 《수술기유(數術記遺)》·《오경산술(五經算術)》·《손자산경(孫子山經)》에는 억부터 재까지의 수사 및 하수·중수(이억체진)·상수가 소개되어 있으며, 중수만이 사용된다고 언급한다. 원나라 산학서 《산학계몽(算學啓蒙)》에서는 불교 용어에서 유래한 극부터 무량수까지의 수사가 추가되었다. 조선 산학서 《구수략(九數略)》·《산학입문(算學入門)》에는 중국에서 들어온 수사와 이억체진 명수법이 기록되어 있으며, 이들이 고대 한국부터 들어왔다는 견해가 존재한다. 일본의 《진겁기(塵劫記)》와 청나라의 《수리정온(數理精蘊)》에서 이만체진 명수법이 도입되었다. 한국은 18세기까지는 이억체진 명수법이 사용되다가 개화기에 들어 일본으로부터 이만체진 명수법이 도입되어 오늘날 사용되는 명수법이 되었으나, 많은 사전에는 이십체진 또는 이억체진 명수법에 의한 뜻풀이도 남아있다.
| 수사            | 수사            | 수       | 수       | 수       | 수       | 비고 |
| 한국어          | 한자            | 이십체진 | 이만체진 | 이억체진 | 상수     | 비고 |
| --------------- | --------------- | -------- | -------- | -------- | -------- | --- |
| 일              | 一/壹           | 100      | 100      | 100      | 100      | |
| 십              | 十/拾           | 101      | 101      | 101      | 101      | |
| 백              | 百/佰/陌        | 102      | 102      | 102      | 102      | |
| 천              | 千/仟/阡        | 103      | 103      | 103      | 103      | |
| 만              | 萬/万           | 104      | 104      | 104      | 104      | 보다 일반적으로 이 용어는 무수히 많은 수를 나타내기 위해 구어체 언어에서 사용될 수 있다. |
| 억              | 億              | 105      | 108      | 108      | 108      | 춘추전국 시대까지의 중국에서는 10의 5제곱(105)을 의미했다. |
| 조              | 兆              | 106      | 1012     | 1016     | 1016     | 춘추전국 시대까지의 중국에서는 10의 6제곱(106)을 의미했으며, 18세기 전까지의 조선에서는 10의 16제곱(1016)을 의미했다.                                                                                      |
| 경              | 京              | 107      | 1016     | 1024     | 1032     | 춘추전국 시대까지의 중국에서는 10의 7제곱(107)을 의미했다. |
| 해              | 垓              | 108      | 1020     | 1032     | 1064     | 춘추전국 시대까지의 중국에서는 10의 8제곱(108)을 의미했다. |
| 자              | 秭              | 109      | 1024     | 1040     | 10128    | |
| 양              | 穰/壤           | 10       | 1028     | 1048     | 10256    | |
| 구              | 溝              | 1011     | 1032     | 1056     | 10512    | |
| 간              | 澗              | 1012     | 1036     | 1064     | 101024   | |
| 정              | 正              | 1013     | 1040     | 1072     | 102048   | |
| 재              | 載              | 1014     | 1044     | 1080     | 104096   | |
| 극              | 極              | 1015     | 1048     | 1088     | 108192   | |
| 항하사          | 恒河沙          | 1016     | 1052     | 1096     | 1016384  | 인도의 갠지스강을 나타내는 단어인 항하(恒河)에서 비롯된 명칭이다. |
| 아승기          | 阿僧祇          | 1017     | 1056     | 10104    | 1032768  | 불경 ‘화엄경’에서 나온 산스크리트어 asaṃkhya (또는 아산키야 asaṃkhyeya, asankhyeya (Sanskrit: असंख्येय)를 음역한 말로 승기, 아승기야(阿僧祇耶)라고도 하며, 무수겁(無數劫), 헤아릴 수 없는 많은 시간을 뜻한다. |
| 나유타          | 那由他          | 1018     | 1060     | 10112    | 1065536  | |
| 불가사의        | 不可思議        | 1019     | 1064     | 10120    | 10131072 | 본래 불교에서 말로 표현하거나 마음으로 생각할 수 없는 오묘한 이치 또는 가르침을 뜻하며, 언어로 표현할 수 없는 놀라운 상태를 일컫기도 한다.                                                                 |
| 무량수/무량대수 | 無量數/無量大數 | 1020     | 1068     | 10128    | 10262144 | 한자 문화권에서 사용되는 수의 단위 중 그 값이 가장 큰 단위. |

## 서양 문화권
영어권을 비롯한 서양 문화권의 경우, 큰 수를 부를 때에는 천 배마다 단위가 바뀌는 쇼트 스케일(short scale)과 백만 배마다 단위가 바뀌는 롱 스케일(long scale)의 두 가지 방법이 존재한다. 현대 영어권에서는 주로 쇼트 스케일이 사용되며, 다른 서양 언어에서는 롱 스케일에 상응하는 표현이 사용된다.
| 명칭        | 명칭       | 수                        | 수                     |
| 명칭        | 명칭       | 쇼트 스케일 (short scale) | 롱 스케일 (long scale) |
| ----------- | ---------- | ------------------------- | ---------------------- |
| Thousand    | 사우전드   | 103                       | 103                    |
| Million     | 밀리언     | 106                       | 106                    |
| Milliard    | 밀리어드   | -                         | 109                    |
| Billion     | 빌리언     | 109                       | 1012                   |
| Trillion    | 트릴리언   | 1012                      | 1018                   |
| Quadrillion | 쿼드릴리언 | 1015                      | 1024                   |
| Quintillion | 퀸틸리언   | 1018                      | 1030                   |
| Sextillion  | 섹스틸리언 | 1021                      | 1036                   |

## 그 밖의 큰 수
아래로 내려갈수록 더 큰 수다.
- 구골: {\displaystyle 10^{100}}
- 센틸리언(short scale): {\displaystyle 10^{303}}
- 센틸리언(long scale): {\displaystyle 10^{600}}
- 구골플렉스: {\displaystyle 10^{10^{100}}}
- 구골플렉시안:
- 가구골플렉스
- 구골FZ플렉스

{\displaystyle 10^{10^{10^{100}}}}
- 그레이엄 수: {\displaystyle G^{64}(4)} (커누스 윗화살표 표기법 참조)
- 거대수 거대수 정원수:(f10제곱)
- {\displaystyle 100^{10^{10}}}

## 같이 보기
- 수 목록
- 거듭제곱
  - 10의 거듭제곱
- 작은 수의 이름
- 인도식 기수법
- 투먼 (제도)

## 참고 문헌
- 김병덕 (1994). “우리나라 命數法에 대한 小考”. 《基礎科學硏究所 論文集》 6: 9–13.
- 김병덕 (1999). “우리나라 명수법에 대한 소고(II)”. 《한국수학사학회지》 12 (1): 53–64.